# Morti nel 1968/Dicembre
| Questa pagina contiene informazioni ricavate automaticamente dalle voci biografiche con l'ausilio del template Bio e di un bot. L'aggiornamento è periodico e automatico e ricostruisce completamente la pagina. Se manca una persona in questa lista, sei pregato di non aggiungerla, ma accertati piuttosto che la sua voce biografica contenga il template Bio e che i dati anagrafici siano correttamente compilati. Se il template Bio manca, inseriscilo tu stesso o, in alternativa, metti l'avviso {{tmp\|Bio}} che ne segnala la mancanza. Se i dati riportati sono sbagliati, correggi direttamente la voce biografica; le modifiche saranno visibili in questa lista entro pochi giorni. Per chiarimenti vedi il progetto biografie. La lista contiene solo le 100 persone che sono citate nell'enciclopedia e per le quali è stato implementato correttamente il template Bio. Pagina aggiornata al 3 mar 2024. |

- 1º dicembre - Domenico D'Alberto, calciatore ungherese (n. 1907)
- 1º dicembre - Hugo Haas, regista e attore ceco (n. 1901)
- 1º dicembre - Darío Moreno, cantante e attore turco (n. 1921)
- 2 dicembre - Giorgio Capecchi, attore e doppiatore italiano (n. 1901)
- 2 dicembre - Colin Kenny, attore irlandese (n. 1888)
- 2 dicembre - Enrique Serpa, scrittore, giornalista e fotografo cubano (n. 1900)
- 2 dicembre - Edward Stevenson, costumista statunitense (n. 1906)
- 3 dicembre - Lucien Callamand, attore francese (n. 1888)
- 3 dicembre - Sonja Kovačić-Tajčević, pittrice croata (n. 1894)
- 3 dicembre - Paolo Manuel Gismondi, politico italiano (n. 1898)
- 3 dicembre - Gianni Puccini, regista, sceneggiatore e critico cinematografico italiano (n. 1914)
- 4 dicembre - Archie Mayo, regista e attore teatrale statunitense (n. 1891)
- 5 dicembre - Fred Clark, attore statunitense (n. 1914)
- 5 dicembre - Arturo Danusso, ingegnere e politico italiano (n. 1880)
- 5 dicembre - Irma Sorter, attrice statunitense (n. 1904)
- 6 dicembre - Carlo Costigliolo, ginnasta italiano (n. 1893)
- 6 dicembre - Fats Jenkins, cestista e giocatore di baseball statunitense (n. 1898)
- 7 dicembre - Giovanni Dolfin, politico italiano (n. 1902)
- 7 dicembre - George Murphy, chimico statunitense (n. 1903)
- 8 dicembre - Tommaso Cascella, pittore e ceramista italiano (n. 1890)
- 8 dicembre - Ignazio Chiarelli, avvocato e politico italiano (n. 1888)
- 9 dicembre - Enoch L. Johnson, politico e criminale statunitense (n. 1883)
- 9 dicembre - Eduardo Passarelli, attore italiano (n. 1903)
- 9 dicembre - Harry Stenqvist, ciclista su strada svedese (n. 1893)
- 10 dicembre - Karl Barth, teologo svizzero (n. 1886)
- 10 dicembre - Pablo de Rokha, poeta cileno (n. 1894)
- 10 dicembre - Thomas Merton, scrittore e monaco cristiano statunitense (n. 1915)
- 10 dicembre - Tian Han, drammaturgo e poeta cinese (n. 1898)
- 12 dicembre - Tim Ahearne, triplista britannico (n. 1885)
- 12 dicembre - Dante Alderighi, pianista, compositore e critico musicale italiano (n. 1898)
- 12 dicembre - Olga Antonetti, modella venezuelana (n. 1945)
- 12 dicembre - Tallulah Bankhead, attrice statunitense (n. 1902)
- 12 dicembre - Antonio Cifariello, attore italiano (n. 1930)
- 12 dicembre - Aldo Cocchia, militare italiano (n. 1900)
- 12 dicembre - Ottavio Corgini, politico e economista italiano (n. 1889)
- 13 dicembre - Louis Delannoy, ciclista su strada belga (n. 1902)
- 13 dicembre - Aljaksej Jaŭchimavič Kljaščoŭ, generale e politico sovietico (n. 1905)
- 13 dicembre - Georg Wellhöfer, allenatore di calcio e calciatore tedesco (n. 1893)
- 14 dicembre - Dorothy Payne Whitney, filantropa e editrice statunitense (n. 1887)
- 14 dicembre - Raimondo Scintu, militare italiano (n. 1889)
- 15 dicembre - Dorothy Abbott, attrice statunitense (n. 1920)
- 15 dicembre - Miloš Alexander Bazovský, pittore slovacco (n. 1899)
- 15 dicembre - Domenico Morezzi, orologiaio e imprenditore italiano (n. 1897)
- 15 dicembre - Jess Willard, pugile statunitense (n. 1881)
- 16 dicembre - Giotto Dainelli, geografo e geologo italiano (n. 1878)
- 16 dicembre - Futabayama Sadaji, lottatore di sumo giapponese (n. 1912)
- 16 dicembre - Ernest Mengel, calciatore lussemburghese (n. 1913)
- 16 dicembre - Chana Orloff, scultrice russa (n. 1888)
- 16 dicembre - Biagio Augusto Zaffiri, militare italiano (n. 1897)
- 18 dicembre - Segismundo Casado, militare spagnolo (n. 1893)
- 18 dicembre - Earl D. Eisenhower, politico statunitense (n. 1898)
- 18 dicembre - Dorothy Garrod, archeologa britannica (n. 1892)
- 18 dicembre - Giovanni Messe, generale e politico italiano (n. 1883)
- 18 dicembre - Stefan Zubrzycki, matematico polacco (n. 1927)
- 19 dicembre - Erminio Troilo, filosofo italiano (n. 1874)
- 20 dicembre - Carlo Achatzi, allenatore di calcio e calciatore austriaco (n. 1894)
- 20 dicembre - Max Brod, giornalista, scrittore e compositore austro-ungarico (n. 1884)
- 20 dicembre - Marguerite Clayton, attrice statunitense (n. 1891)
- 20 dicembre - Marija Nikolaevna Fёdorova, regista sovietico (n. 1920)
- 20 dicembre - Axel Petersen, calciatore danese (n. 1887)
- 20 dicembre - Van Nest Polglase, scenografo statunitense (n. 1898)
- 20 dicembre - Richard Queck, calciatore tedesco (n. 1888)
- 20 dicembre - John Steinbeck, scrittore statunitense (n. 1902)
- 21 dicembre - Engelbert Besednjak, politico, pubblicista e avvocato italiano (n. 1894)
- 21 dicembre - Leon Epp, attore e regista austriaco (n. 1905)
- 21 dicembre - Vittorio Pozzo, allenatore di calcio, calciatore e giornalista italiano (n. 1886)
- 22 dicembre - Spartaco Di Ciolo, scultore e incisore italiano (n. 1900)
- 22 dicembre - Otto Gelsted, poeta danese (n. 1888)
- 22 dicembre - Gastone Novelli, pittore e docente italiano (n. 1925)
- 22 dicembre - Antonio Sacconi, scacchista e compositore di scacchi italiano (n. 1895)
- 23 dicembre - William Andelfinger, ginnasta e multiplista statunitense (n. 1880)
- 23 dicembre - Adnan Kapau Gani, politico indonesiano (n. 1905)
- 23 dicembre - Quinto Quintieri, politico italiano (n. 1894)
- 23 dicembre - Maria Tescanu Rosetti, principessa rumena (n. 1879)
- 23 dicembre - Sati' al-Husri, politico e scrittore siriano (n. 1880)
- 24 dicembre - Gualtiero Laeng, alpinista, chimico e geografo italiano (n. 1888)
- 25 dicembre - Rita Saglietto, artista, pittrice e scultrice italiana (n. 1921)
- 26 dicembre - Weegee, fotografo e fotoreporter statunitense (n. 1899)
- 27 dicembre - Bruno Adler, storico dell'arte e scrittore tedesco (n. 1888)
- 27 dicembre - Giuseppe Botti, egittologo e papirologo italiano (n. 1889)
- 27 dicembre - Giuseppe Greco, avvocato e giurista italiano (n. 1902)
- 27 dicembre - Romano Rinesi, calciatore italiano (n. 1907)
- 27 dicembre - Ermanno Roveri, attore italiano (n. 1903)
- 27 dicembre - Glauco Servadei, ciclista su strada italiano (n. 1913)
- 27 dicembre - Victor Ernest Shelford, zoologo e ecologo statunitense (n. 1877)
- 27 dicembre - Edmund Clifton Stoner, fisico britannico (n. 1899)
- 27 dicembre - Betty Loh Ti, attrice cinese (n. 1937)
- 28 dicembre - David Ogilvy, XII conte di Airlie, ufficiale scozzese (n. 1893)
- 28 dicembre - Ettore Colla, artista, scultore e pittore italiano (n. 1896)
- 28 dicembre - Fernando Giudicelli, calciatore brasiliano (n. 1906)
- 29 dicembre - Jan Rypka, turcologo e iranista ceco (n. 1886)
- 30 dicembre - Luigi Antonini, sindacalista, giornalista e editore italiano (n. 1883)
- 30 dicembre - Frank Leslie Cross, teologo britannico (n. 1900)
- 30 dicembre - Trygve Lie, politico norvegese (n. 1896)
- 30 dicembre - Kirill Afanas'evič Mereckov, generale e politico sovietico (n. 1897)
- 30 dicembre - Bill Tytla, animatore statunitense (n. 1904)
- 31 dicembre - Carl Ahues, scacchista tedesco (n. 1883)
- 31 dicembre - Adalgiso Ferraris, compositore e pianista italiano (n. 1890)
- 31 dicembre - Vittorio Gussoni, pittore italiano (n. 1893)
- 31 dicembre - Einar Middelboe, calciatore danese (n. 1883)